# Strepsirrhini
Sous-ordre
Les Strepsirrhiniens (Strepsirrhini) (du grec ancien streptos, tressé, et rhinos, nez), forment un sous-ordre de primates qui comprennent les lorisiformes (loris et galagos), les lémuriformes (lémuriens) et les chiromyiformes (le aye-aye). 
D'une manière générale, ce sont des vertébrés insectivores munis d'une queue recouverte de fourrure, d'une face allongée avec un rhinarium (museau sans poil et humide) et des yeux ronds.
Ils correspondent à l'ancienne classification des prosimiens non tarsiers.
Par opposition les Haplorrhiniens (du grec ancien ἁπλόος / haplóos, « simple », et ῥίς, ῥινός / rhís, rhinós, « nez »), ont perdu leur rhinarium (ou « truffe ») au profit d'un nez. 

## Caractéristiques
Les strepsirrhiniens ont cinq doigts aux mains et aux pieds. La caractéristique principale qui les distingue des autres primates est la présence d'un peigne dentaire à l'avant de leur denture : c'est un ensemble de 6 dents constitué des 4 incisives et des 2 canines, toutes allongées et orientées vers l'avant. Ce peigne dentaire sert à récupérer la gomme des arbres dont ils se nourrissent, mais également à l'épouillage.
Environ les trois quarts de toutes les espèces des strepsirrhiniens existantes sont nocturnes (alors que le groupe disparu des Adapiformes était diurne), dormant dans des nids conçus à partir de feuilles mortes ou des creux d'arbres. Leurs principales adaptations à l'activité nocturne sont des yeux relativement grands, de grandes oreilles mobiles, des poils tactiles sensibles, un sens développé de l'odorat et un tapetum lucidum derrière la rétine.

## Liste des familles
Selon la troisième édition de Mammal Species of the World, de 2005 :
- infra-ordre Chiromyiformes
  - famille Daubentoniidae
- infra-ordre Lemuriformes
  - super-famille Cheirogaleoidea
    - famille Cheirogaleidae

  - super-famille Lemuroidea
    - famille Lemuridae
    - famille Lepilemuridae
    - famille Indridae
- infra-ordre Lorisiformes
  - famille Lorisidae
  - famille Galagidae

## Phylogénie

### Au sein de l'ordre
Phylogénie des infra-ordres actuels de primates, d'après Perelman et al. (2011) :
|  | Simiiformes (singes)    |
|  |                         |
|  | Tarsiiformes (tarsiers) |
|  |                         |

|  | Lorisiformes (loris, galagos…)                                                          |
|  |                                                                                         |
|  | \| \| Chiromyiformes (l'aye-aye) \| \| \| \| \| \| Lemuriformes (lémuriens) \| \| \| \| |
|  |                                                                                         |
|  | Chiromyiformes (l'aye-aye)                                                              |
|  |                                                                                         |
|  | Lemuriformes (lémuriens)                                                                |
|  |                                                                                         |

|  | Chiromyiformes (l'aye-aye) |
|  |                            |
|  | Lemuriformes (lémuriens)   |
|  |                            |

|  | Simiiformes (singes)    |
|  |                         |
|  | Tarsiiformes (tarsiers) |
|  |                         |

|  | Lorisiformes (loris, galagos…)                                                          |
|  |                                                                                         |
|  | \| \| Chiromyiformes (l'aye-aye) \| \| \| \| \| \| Lemuriformes (lémuriens) \| \| \| \| |
|  |                                                                                         |
|  | Chiromyiformes (l'aye-aye)                                                              |
|  |                                                                                         |
|  | Lemuriformes (lémuriens)                                                                |
|  |                                                                                         |

|  | Chiromyiformes (l'aye-aye) |
|  |                            |
|  | Lemuriformes (lémuriens)   |
|  |                            |

## Protection
Toutes les espèces de primates sont inscrites à l'annexe II ou pour les plus menacées à l'annexe I de la CITES.

### Romans liés au sujet
- Les Animaux dénaturés de Vercors, roman.
- La Planète des singes de Pierre Boulle, roman.